# Parafia Matki Bożej Anielskiej w Leśnej
Parafia Matki Bożej Anielskiej w Leśnej – rzymskokatolicka parafia znajdująca się w diecezji pińskiej, w dekanacie baranowickim, na Białorusi.
W dwudziestoleciu międzywojennym leżała w diecezji pińskiej, dekanacie baranowickim.